# 德瑞莫
德瑞莫（法語：Deux-Jumeaux，法語發音：[dø ʒymo] ⓘ）是法国卡尔瓦多斯省的一个市镇，属于巴约区。

## 地理
德瑞莫（49°20'56"N, 0°57'43"W）面积4.07 平方千米，位于法国诺曼底大区卡爾瓦多斯省，该省份为法国西北部沿海省份，北濒大西洋英吉利海峡，东北与滨海塞纳省以海上边界相接，东临厄尔省，南至奧恩省，西与芒什省接壤。
与德瑞莫接壤的市镇（或旧市镇、城区）包括：贝桑地区阿涅尔、拉康布、康希、昂格莱斯克维尔-拉佩尔塞、隆格维尔、圣皮埃尔迪蒙。

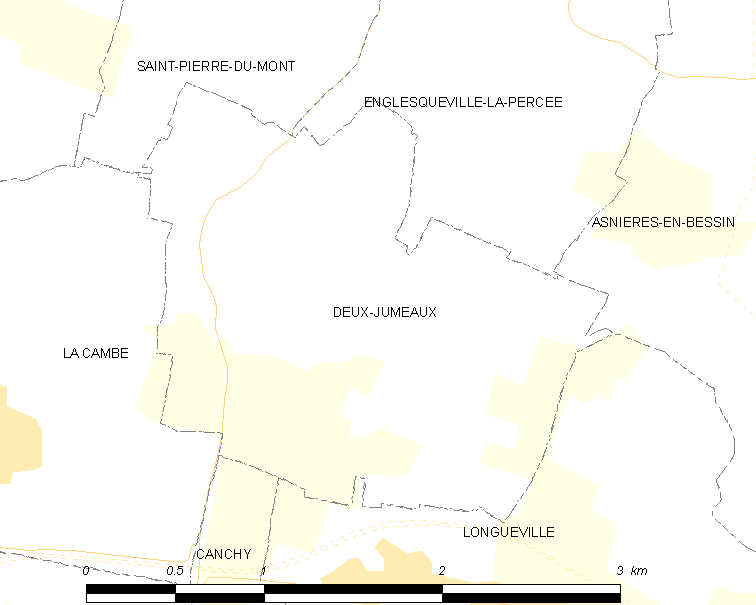
德瑞莫的OSM定位图

德瑞莫的时区为UTC+01:00、UTC+02:00（夏令时）。

## 行政
德瑞莫的邮政编码为14230，INSEE市镇编码为14224。

## 政治
德瑞莫所属的省级选区为特雷维耶尔县。

## 人口

1962-2008年间德瑞莫人口变化图示

德瑞莫于2022年1月1日时的人口数量为56人。